# Заонежье
Заоне́жье (карел. Äänisniemi) — историческое название территории Заонежского полуострова и примыкающих к нему островов Кижских шхер в северо-восточной части Онежского озера. Административно территория Заонежья входит в состав Медвежьегорского района Республики Карелия.

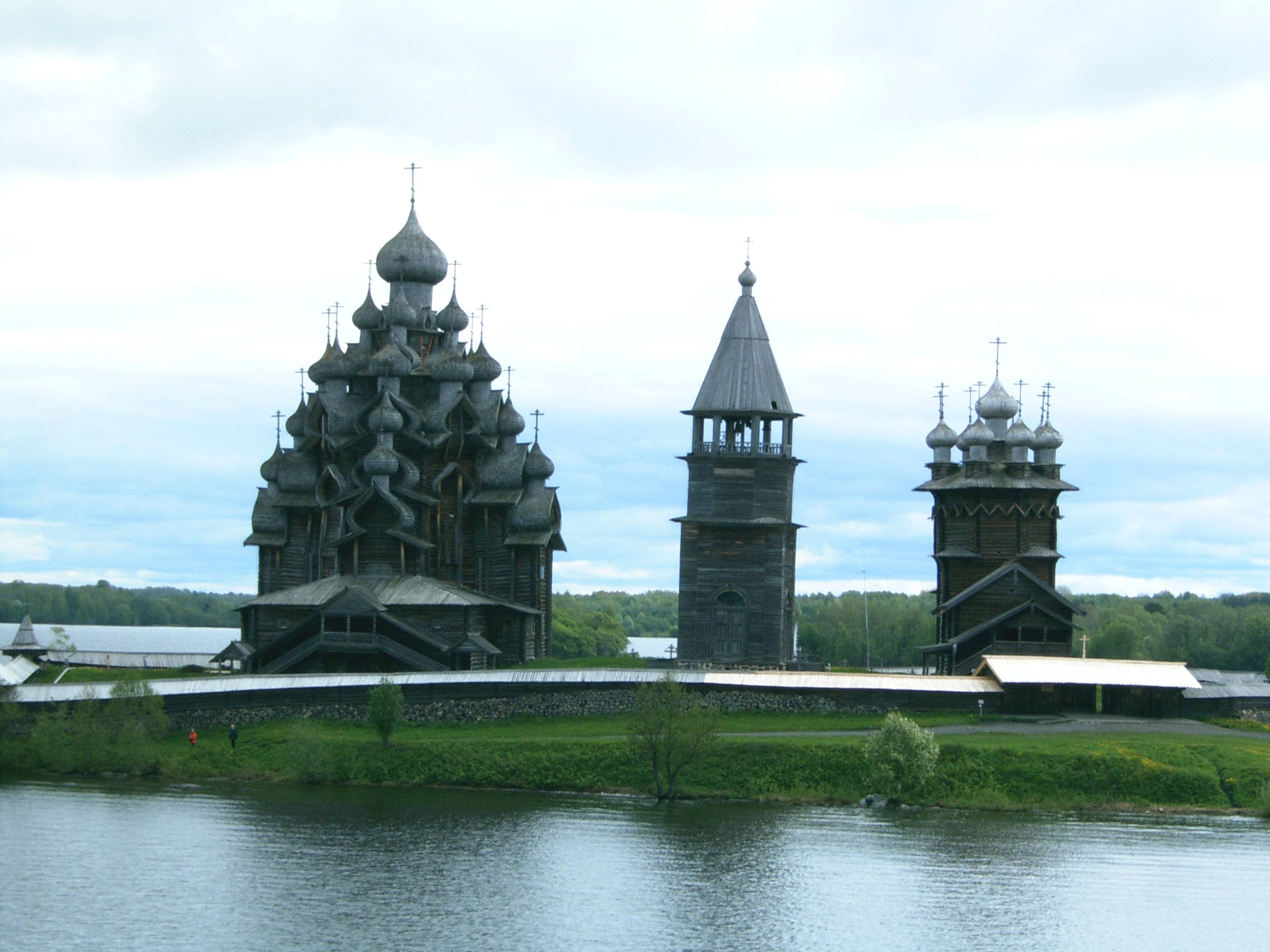
Кижский погост — символ Заонежья.

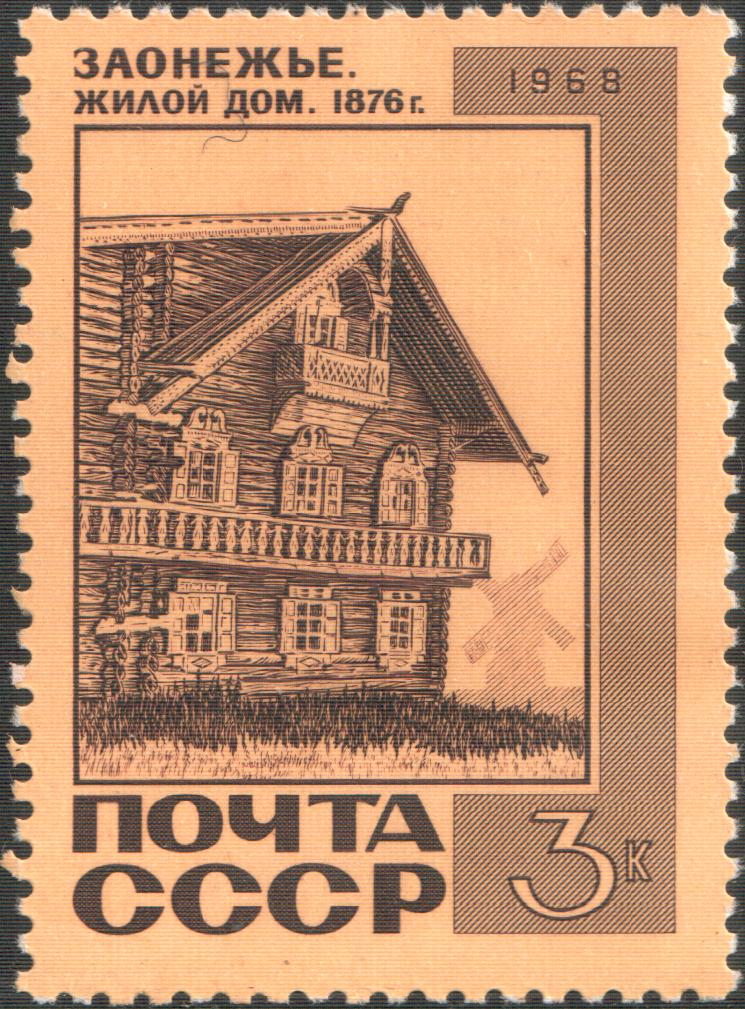
Почтовая марка СССР (1968): Заонежье

## География и геология
Заонежский полуостров омывается с севера водами Повенецкого залива, с юга — заливами Малого и Центрального Онего, с запада — заливом Большое Онего, с востока — Заонежским заливом. К территории Заонежья относятся более 500 островов Кижских шхер, крупнейшие из них — Большой Клименецкий, Большой Леликовский, Оленьи острова.
Почвы полуострова сформированы карбонатными и шунгитосодержащими породами, являющимися естественным адсорбентом для озёрной воды и основным компонентом «заонежского чернозёма». Повышенное плодородие почв Заонежья, с начала освоения территории Карелии, привлекало сюда земледельцев.

## История
- Период первоначального освоения Карелии, в том числе и Заонежья, происходил в эпоху мезолита[2] (могильник на острове Южный Олений).
- В X—XIII веках первобытные семейно-родовые группы саамов сменили прибалтийско-финские племена — сегодняшние вепсы, карелы и финны.
- С XV века — территория Заонежья в составе Заонежских погостов Обонежской пятины Новгородских земель Московского княжества, осваивается русскими переселенцами.
- К началу XX века территория Заонежья являлась самой густонаселенной территорией Олонецкой губернии.

## Достопримечательности
Памятники архитектуры, истории, исторические поселения на территории Заонежья:
- Музей-заповедник «Кижи».
- 126 памятников архитектуры: жилые дома, церкви, часовни в деревнях Космозеро, Тамбицы, Яндомозеро, Усть-Яндома, Вегорукса и др.
- 71 памятник археологии (в том числе неолитическое поселение Пегрема).
- 46 населённых пунктов, имеющих статус исторических: Боярщина, Великая Губа, Сенная Губа, Ямка и др.
- Палеостровский Рождественский монастырь (XV век).
- Зоологический заказник «Кижский»
- Гидрологические памятники природы — родники Три Ивана, Соляная яма, Есенинский, Царицын ключ
- Музеи в деревнях Кузаранда, Космозеро и т. д.
- Могила сказительницы Ирины Андреевны Федосовой (д. Кузаранда).

## Документалистика
- Заонежане. Былины северной Эллады. Документальный фильм из цикла «Земля людей». 4 ноября 2020.  30 мин. Россия-Культура.